# Elassorhis laterospinata
Elassorhis laterospinata är en havsspindelart som beskrevs av Child, C.A. 1982. Elassorhis laterospinata ingår i släktet Elassorhis och familjen Ammotheidae. Inga underarter finns listade i Catalogue of Life.